# Morti nel 2010/Novembre
| Questa pagina contiene informazioni ricavate automaticamente dalle voci biografiche con l'ausilio del template Bio e di un bot. L'aggiornamento è periodico e automatico e ricostruisce completamente la pagina. Se manca una persona in questa lista, sei pregato di non aggiungerla, ma accertati piuttosto che la sua voce biografica contenga il template Bio e che i dati anagrafici siano correttamente compilati. Se il template Bio manca, inseriscilo tu stesso o, in alternativa, metti l'avviso {{tmp\|Bio}} che ne segnala la mancanza. Se i dati riportati sono sbagliati, correggi direttamente la voce biografica; le modifiche saranno visibili in questa lista entro pochi giorni. Per chiarimenti vedi il progetto biografie. La lista contiene solo le 151 persone che sono citate nell'enciclopedia e per le quali è stato implementato correttamente il template Bio. Pagina aggiornata al 13 gen 2025. |

- 1º novembre - Sibylle Bergemann, fotografa tedesca (n. 1941)
- 1º novembre - Mihai Chițac, politico e generale rumeno (n. 1928)
- 2 novembre - Rudolf Borisovič Baršaj, direttore d'orchestra e violista russo (n. 1924)
- 2 novembre - Cesare Cenci, storico, teologo e presbitero italiano (n. 1925)
- 2 novembre - Andy Irons, surfista statunitense (n. 1978)
- 2 novembre - Enrico Magenes, matematico e partigiano italiano (n. 1923)
- 3 novembre - Alfons Benedikter, politico italiano (n. 1918)
- 3 novembre - Jerry Bock, compositore e poeta statunitense (n. 1928)
- 3 novembre - Silvio Brivio, ginnasta italiano (n. 1929)
- 3 novembre - Viktor Stepanovič Černomyrdin, politico russo (n. 1938)
- 3 novembre - Eugenio Galdieri, architetto italiano (n. 1925)
- 3 novembre - Iryna Mel'nykova, storica ucraina (n. 1918)
- 4 novembre - Sparky Anderson, giocatore di baseball e allenatore di baseball statunitense (n. 1934)
- 4 novembre - Eugénie Blanchard, supercentenaria francese (n. 1896)
- 4 novembre - Bernd Lohaus, scultore, pittore e disegnatore tedesco (n. 1940)
- 4 novembre - Michelle Nicastro, attrice, cantante e doppiatrice statunitense (n. 1960)
- 5 novembre - Jill Clayburgh, attrice statunitense (n. 1944)
- 5 novembre - Hajo Herrmann, aviatore tedesco (n. 1913)
- 5 novembre - Vincenzo Micocci, produttore discografico italiano (n. 1923)
- 5 novembre - Adrian Păunescu, scrittore, pubblicista e poeta romeno (n. 1943)
- 5 novembre - Shirley Verrett, mezzosoprano e soprano statunitense (n. 1931)
- 5 novembre - Dīmītrios Zōgrafos, pallanuotista greco (n. 1921)
- 6 novembre - Manlio Cecovini, politico e saggista italiano (n. 1914)
- 6 novembre - Peter Hilton, matematico e crittografo britannico (n. 1923)
- 6 novembre - Jo Myong-rok, generale e politico nordcoreano (n. 1928)
- 6 novembre - Pietro Leita, arbitro di calcio italiano (n. 1926)
- 6 novembre - Michael Seifert, militare e criminale di guerra ucraino (n. 1924)
- 7 novembre - Yoshinobu Nishizaki, animatore e fumettista giapponese (n. 1934)
- 7 novembre - Hedy Stenuf, pattinatrice artistica su ghiaccio austriaca (n. 1922)
- 8 novembre - Maruzza Astolfi, politica e partigiana italiana (n. 1928)
- 8 novembre - Quintin Dailey, cestista statunitense (n. 1961)
- 8 novembre - Jack Levine, pittore e incisore statunitense (n. 1915)
- 8 novembre - Emilio Eduardo Massera, ammiraglio argentino (n. 1925)
- 8 novembre - Ottavio Mazzonis, pittore italiano (n. 1921)
- 8 novembre - Aldo Natoli, politico e antifascista italiano (n. 1913)
- 8 novembre - Aldo Novelli, conduttore televisivo e conduttore radiofonico italiano (n. 1924)
- 8 novembre - Addison Powell, attore, produttore televisivo e produttore teatrale statunitense (n. 1921)
- 9 novembre - Elena Várossová, filosofa e storica della filosofia slovacca (n. 1926)
- 10 novembre - Georges Aeschlimann, ciclista su strada svizzero (n. 1920)
- 10 novembre - Dino De Laurentiis, produttore cinematografico italiano (n. 1919)
- 10 novembre - Attila Kovács, schermidore ungherese (n. 1939)
- 10 novembre - Nicolo Rizzuto, mafioso italiano (n. 1924)
- 10 novembre - Zena Rommett, ballerina statunitense (n. 1920)
- 10 novembre - Ron Simpson, calciatore inglese (n. 1934)
- 11 novembre - Henry van Lyck, attore tedesco (n. 1941)
- 11 novembre - Maria Orsini Natale, scrittrice, poetessa e giornalista italiana (n. 1928)
- 11 novembre - Baby Marie Osborne, attrice statunitense (n. 1911)
- 11 novembre - Salvatore Ragno, politico italiano (n. 1934)
- 11 novembre - Simone Valère, attrice francese (n. 1921)
- 12 novembre - Stanisław Bobak, saltatore con gli sci polacco (n. 1956)
- 12 novembre - Ernst von Glasersfeld, filosofo tedesco (n. 1917)
- 12 novembre - Henryk Górecki, compositore polacco (n. 1933)
- 12 novembre - Barbaro Lo Giudice, politico e dirigente d'azienda italiano (n. 1917)
- 12 novembre - Raimondo Manzini, diplomatico italiano (n. 1913)
- 12 novembre - Eino Ojanen, cestista e allenatore di pallacanestro finlandese (n. 1924)
- 13 novembre - Red Curren, cestista canadese (n. 1925)
- 13 novembre - Luis García Berlanga, regista e sceneggiatore spagnolo (n. 1921)
- 13 novembre - Roberto Michelucci, violinista italiano (n. 1922)
- 13 novembre - Riccardo Montanaro, doppiatore italiano (n. 1954)
- 13 novembre - Allan Sandage, astronomo statunitense (n. 1926)
- 13 novembre - Richard Van Genechten, ciclista su strada belga (n. 1930)
- 14 novembre - Eugenio Galiussi, ciclista su strada italiano (n. 1915)
- 15 novembre - Ángel Rubén Cabrera, calciatore uruguaiano (n. 1939)
- 15 novembre - Edmond Amran El Maleh, scrittore e attivista marocchino (n. 1917)
- 15 novembre - Larry Evans, scacchista e giornalista statunitense (n. 1932)
- 15 novembre - Andreas Kirchner, bobbista tedesco (n. 1953)
- 15 novembre - Rosario Pacini, giornalista e dirigente d'azienda italiano (n. 1943)
- 15 novembre - Imre Polyák, lottatore ungherese (n. 1932)
- 15 novembre - Roberto Pregadio, pianista e paroliere italiano (n. 1928)
- 16 novembre - Britton Chance, velista e chimico statunitense (n. 1913)
- 16 novembre - Roberto Risso, attore svizzero (n. 1925)
- 16 novembre - Domenico Segreto, politico italiano (n. 1922)
- 16 novembre - Giorgio Visconti, calciatore e allenatore di calcio italiano (n. 1928)
- 16 novembre - Wong Tin-Lam, regista, attore e sceneggiatore cinese (n. 1928)
- 17 novembre - Benito Falvo, politico italiano (n. 1924)
- 17 novembre - Fulvio Fo, scrittore, produttore cinematografico e sceneggiatore italiano (n. 1928)
- 17 novembre - Raffaele Garzia, politico italiano (n. 1923)
- 17 novembre - Leonid Kolesnikov, nuotatore sovietico (n. 1937)
- 17 novembre - Davide Lopez, psicoanalista e aforista italiano (n. 1925)
- 17 novembre - Domenico Musti, storico italiano (n. 1934)
- 17 novembre - Nena, calciatore brasiliano (n. 1923)
- 18 novembre - John Bulloch, giornalista britannico (n. 1928)
- 18 novembre - Isabelle Caro, modella e attrice teatrale francese (n. 1980)
- 18 novembre - Brian Marsden, astronomo britannico (n. 1937)
- 18 novembre - Jordi Mas Castells, presbitero e missionario spagnolo (n. 1930)
- 18 novembre - Ana Nogueira de Lucas, supercentenaria brasiliana (n. 1896)
- 18 novembre - Marco Aurelio Rivelli, scrittore italiano (n. 1935)
- 18 novembre - Abraham Serfaty, attivista marocchino (n. 1926)
- 18 novembre - Momčilo Stojanović, calciatore jugoslavo (n. 1947)
- 18 novembre - Claudio Vantini, allenatore di atletica leggera italiano (n. 1953)
- 18 novembre - Adriana Zarri, teologa, giornalista e scrittrice italiana (n. 1919)
- 18 novembre - Dito Šanidze, sollevatore sovietico (n. 1937)
- 19 novembre - 75 Cents, cantante croato (n. 1933)
- 19 novembre - Pat Burns, allenatore di hockey su ghiaccio canadese (n. 1952)
- 19 novembre - Eystein Eggen, scrittore e sociologo norvegese (n. 1944)
- 19 novembre - 'Abd al-'Aziz Duri, storico iracheno (n. 1919)
- 20 novembre - Lamberto Grillotti, politico italiano (n. 1949)
- 20 novembre - Chalmers Johnson, storico, economista e saggista statunitense (n. 1931)
- 21 novembre - Willis Burks II, attore statunitense (n. 1935)
- 21 novembre - Bruno Fornasaro, allenatore di calcio e calciatore italiano (n. 1935)
- 21 novembre - Herbert Pohl, calciatore tedesco (n. 1916)
- 21 novembre - Philip Skell, chimico statunitense (n. 1918)
- 22 novembre - Julien Guiomar, attore francese (n. 1928)
- 22 novembre - Howie Janotta, cestista statunitense (n. 1924)
- 22 novembre - Len Lunde, allenatore di hockey su ghiaccio e hockeista su ghiaccio canadese (n. 1936)
- 22 novembre - Urbano Navarrete, cardinale spagnolo (n. 1920)
- 23 novembre - Carletto Alverà, alpinista, combinatista nordico e saltatore con gli sci italiano (n. 1918)
- 23 novembre - Pavel Lednëv, pentatleta sovietico (n. 1943)
- 23 novembre - Laura Pestellini, attrice italiana (n. 1919)
- 23 novembre - Ingrid Pitt, attrice polacca (n. 1937)
- 23 novembre - Heriberto Schonwies, allenatore di pallacanestro argentino (n. 1936)
- 23 novembre - Armando Felice Verde, storico italiano (n. 1926)
- 24 novembre - Peter Christopherson, tastierista, regista e designer inglese (n. 1955)
- 24 novembre - Lino Colliard, storico italiano (n. 1934)
- 24 novembre - Valentin Ivakin, calciatore sovietico (n. 1940)
- 24 novembre - Lello Perugia, partigiano italiano (n. 1919)
- 24 novembre - Ted Wong, artista marziale statunitense (n. 1937)
- 24 novembre - Tony van Dorp, pallanuotista statunitense (n. 1936)
- 25 novembre - Leonardo Colella, calciatore brasiliano (n. 1930)
- 25 novembre - Michael Gahr, attore e doppiatore tedesco (n. 1939)
- 25 novembre - Covington Scott Littleton, antropologo statunitense (n. 1933)
- 25 novembre - Sebastiano Rampulla, mafioso italiano (n. 1946)
- 26 novembre - Raffaele Gadaleta, politico e operaio italiano (n. 1922)
- 26 novembre - Carlo Novelli, pittore e scultore italiano (n. 1939)
- 27 novembre - Marcel Flückiger, calciatore svizzero (n. 1929)
- 27 novembre - Irvin Kershner, regista, direttore della fotografia e produttore cinematografico statunitense (n. 1923)
- 27 novembre - Orlando Peralta, cestista argentino (n. 1930)
- 27 novembre - Jack Rocker, cestista statunitense (n. 1922)
- 27 novembre - Miodrag Đurić, artista montenegrino (n. 1933)
- 28 novembre - Samuel Cohen, fisico statunitense (n. 1921)
- 28 novembre - John D'Agostino, disegnatore e fumettista italiano (n. 1929)
- 28 novembre - Guglielmo Gorni, filologo e italianista italiano (n. 1945)
- 28 novembre - Volodymyr Maslačenko, calciatore e giornalista sovietico (n. 1936)
- 28 novembre - Katsuya Miyahira, artista marziale e karateka giapponese (n. 1918)
- 28 novembre - Leslie Nielsen, attore e comico canadese (n. 1926)
- 28 novembre - Giorgio Pruzzo, calciatore italiano (n. 1929)
- 28 novembre - Renato Terra, attore italiano (n. 1922)
- 28 novembre - Franca Trentin, antifascista italiana (n. 1919)
- 29 novembre - Bella Achatovna Achmadulina, poetessa russa (n. 1937)
- 29 novembre - Irena Anders, cantante e attrice polacca (n. 1920)
- 29 novembre - Peter Hofmann, tenore tedesco (n. 1944)
- 29 novembre - Mario Monicelli, regista, sceneggiatore e scrittore italiano (n. 1915)
- 29 novembre - Pierino Sam, scultore e pittore italiano (n. 1921)
- 29 novembre - Maurice Wilkes, informatico britannico (n. 1913)
- 30 novembre - Friedemann Bedürftig, germanista, saggista e giornalista tedesco (n. 1940)
- 30 novembre - Dino Carlesi, poeta, critico d'arte e pedagogista italiano (n. 1919)
- 30 novembre - Daya Mata, religiosa statunitense (n. 1914)
- 30 novembre - Casimir Koza, calciatore francese (n. 1935)
- 30 novembre - Berardino Libonati, avvocato e dirigente d'azienda italiano (n. 1934)
- 30 novembre - Vittorio Sanseverino, militare e aviatore italiano (n. 1917)
- 30 novembre - Imre Sátori, calciatore ungherese (n. 1937)